# 中標津ミルキーカレー
中標津ミルキーカレー（なかしべつミルキーカレー）は、北海道標津郡中標津町で生産された牛乳を使用したホワイトカレー。

## 概要
2009年10月1日より中標津食堂組合では中標津ミルキーラーメンに次ぐ、ご当地メニューとして「中標津ミルキーカレー」を考案。

## 内容
- 名称 - 中標津ミルキーカレー
- 参加店舗 - 中標津食堂組合加入店舗のうち30店が参加（2009年10月1日現在）
- 価格 - 1食 500円（各店舗共通）
- 牛乳1杯を添付。

## 製品概要
- 1食分のカレールーには、約100ミリリットルの牛乳が使用され、ホワイトシチューのように白いホワイトカレー。
- 中標津産のジャガイモやニンジン、ブロッコリーなど食材が使用される。
- 中標津食堂組合加入店舗の規約でレシピ・製造方法・価格などの統一を図る。